# Congrés dels Diputats
El Congrés dels Diputats és la Cambra baixa de les Corts Generals, l'òrgan constitucional que representa el poble espanyol. Es reuneix per sessions al Palau del Congrés dels Diputats d'Espanya, situat a la ciutat de Madrid.
La Constitució Espanyola de 1978 estableix una organització bicameral de les Corts Generals, que estan formades pel Congrés dels Diputats i el Senat. Les Corts Generals exerceixen la potestat legislativa de l'Estat, n'aproven els pressupostos, controlen l'acció del Govern i tenen les altres competències que els atorga la Constitució.
No obstant això, aquest bicameralisme no suposa una equiparació completa entre el Congrés i el senat. La Constitució reserva al Congrés una sèrie de funcions i facultats que posen de manifest la seva supremacia. D'aquesta manera, el Congrés autoritza la formació del Govern d'Espanya, pot provocar-ne el cessament, coneix en primer lloc la tramitació dels projectes legislatius i dels pressupostos i ha de confirmar o rebutjar les esmenes o vetos que pot aprovar el Senat sobre aquests textos legislatius.
Des de setembre de 2023, les diferents llengües cooficials (català, basc, gallec i aranès), poden ser utilitzades en l'hemicicle, així com d'altres llengües sense rang oficial com l'asturià o l'aragonès, gràcies a una modificació del reglament de la cambra.

## Antecedents

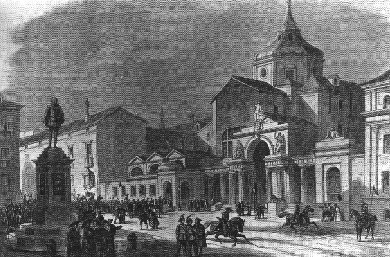
Gravat de l'edifici que albergava el Congrés dels Diputats l'any 1843

El Congrés dels Diputats té l'antecedent més remot en l'Estatut Reial de 1834, atorgat per Maria Cristina de Borbó-Dues Sicílies, regent durant la minoria d'edat d'Isabel II, que va establir per primera vegada a Espanya la configuració bicameral de les Corts, en dividir-les en dos Estaments: el de Pròcers del Regne i el de Procuradors del Regne. L'Estament dels Procuradors del Regne era de caràcter electiu i tenia una composició que corresponia netament a la representació de les ciutats i burgs amb dret de vot en les Corts de l'Antic Règim.
La Constitució de 1837, aprovada a conseqüència del Motí de La Granja de San Ildefonso, que va forçar la Reina Regent a sancionar-la, va recollir per primera vegada la denominació de "Congrés dels Diputats" per a la cambra baixa de les Corts Generals. Les successives Constitucions de 1845, 1856, 1869 i 1876 van preservar la configuració del Congrés com una cambra de representació popular, que en alguns casos va tenir atribuïda preeminència sobre el Senat en matèria de forces armades i de contribucions i crèdit públic i control polític als membres del Govern.

## Naturalesa de la Cambra

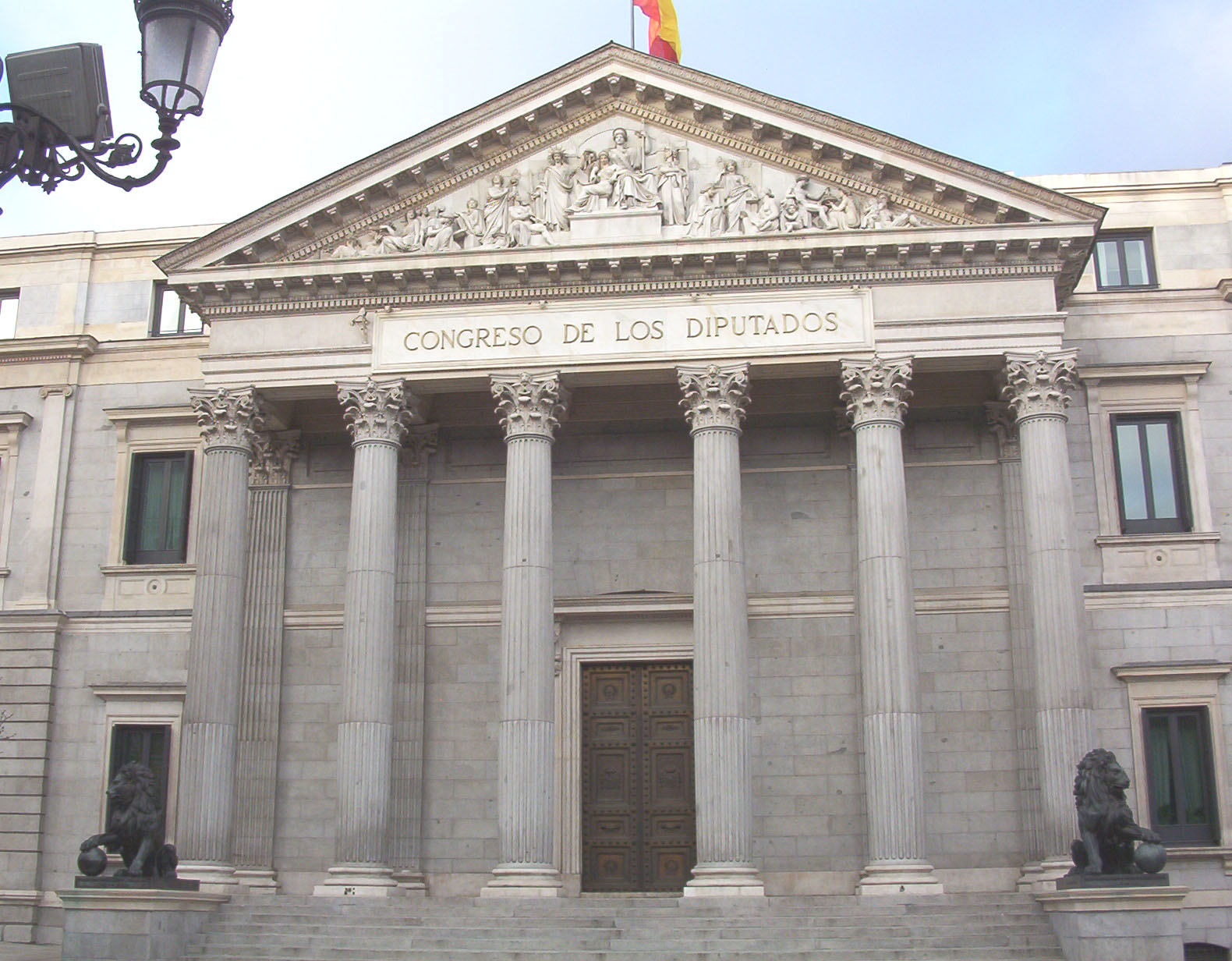
Façana principal del Congrés dels Diputats

### Composició
El Congrés dels Diputats està compost per un mínim de 300 i un màxim de 400 diputats, i el seu nombre actual és de 350 per determinació de la Llei Orgànica de Règim Electoral General, aprovada l'any 1985.
Els Diputats són escollits en cada circumscripció electoral, que té atribuïda una representació mínima inicial i un nombre addicional d'escons conforme a la seva població; la circumscripció electoral ordinària és la província. En el cas de les Ciutats Autònomes de Ceuta i Melilla, que no estan enquadrades en cap província, formen dues circumscripcions i cadascuna està representada per 1 diputat.
Encara que l'elecció es verifica conforme a criteris de representació proporcional, la Llei Orgànica del Règim Electoral General preveu l'aplicació de dispositius correctors a fi d'evitar fraccionaments inconvenients per a l'estabilitat de la cambra i del Govern que en depengui. Aquests dispositius són la barrera electoral que exigeix un percentatge mínim de vots rebuts per participar en el repartiment d'escons. L'elevat nombre de circumscripcions suposa una prima per als partits més votats sobre els que menys suport rebin, de manera que els primers obtenen un nombre superior de llocs en la cambra.

### Mandat
El mandat dels diputats finalitza quatre anys després de la seva elecció o el dia de la dissolució de la cambra, que pot tenir lloc conjuntament o separadament de la dissolució del Senat. Aquest dret de dissolució correspon al cap d'estat d'Espanya, actualment el seu rei, que l'exerceix a petició del President del Govern i sota l'exclusiva responsabilitat d'aquest.

### Òrgans del Congrés

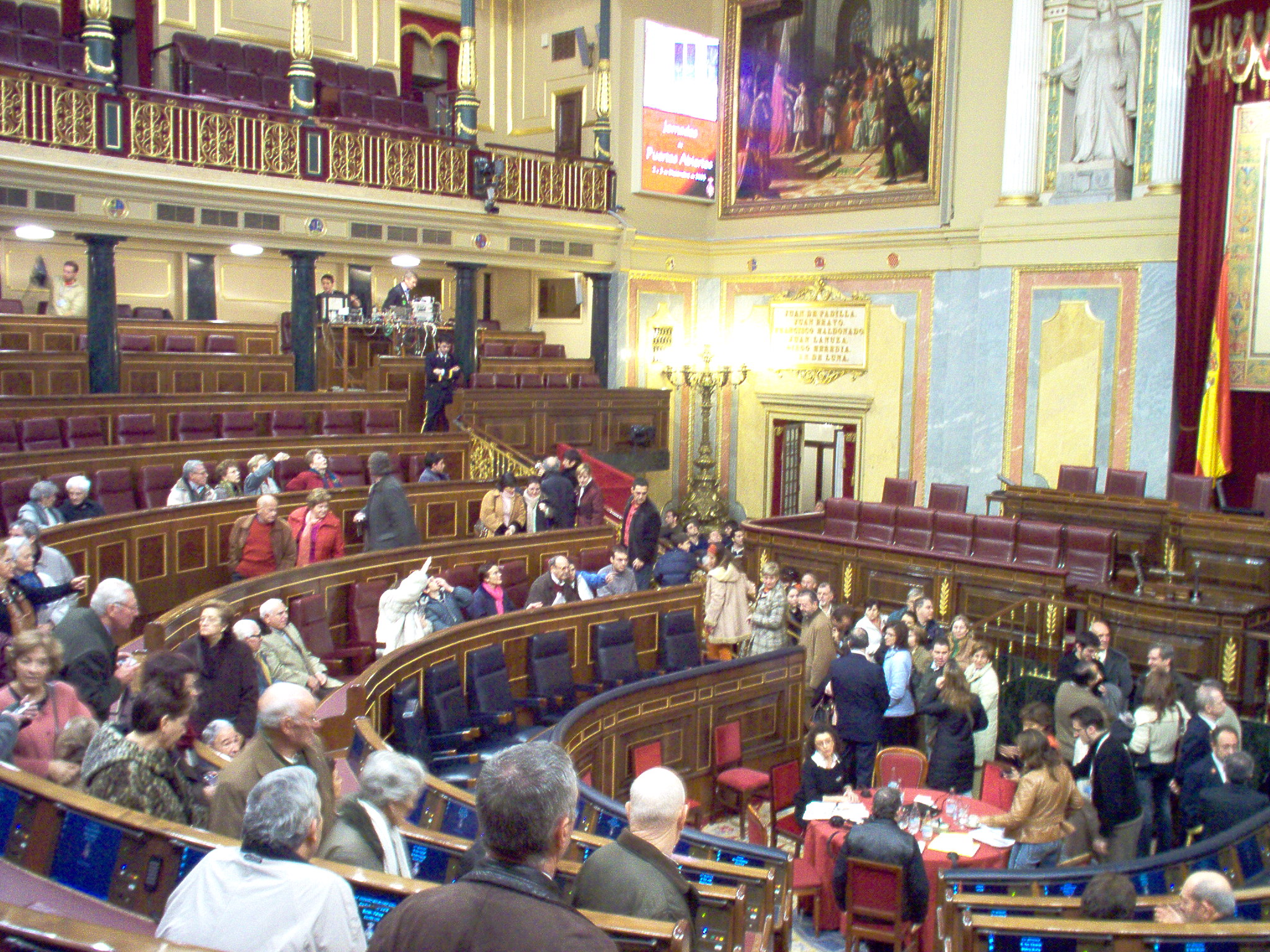
Imatge de l'hemicicle en un dia de portes obertes

En exercici de l'autonomia que la Constitució reconeix al Congrés dels Diputats, la cambra es regeix pel reglament establert per ella l'any 1982 i que configura una sèrie d'òrgans de govern per exercir les competències corresponents.
Aquests òrgans són, principalment:
- El President del Congrés, que ostenta la representació de la cambra i que és escollit pel ple per a la totalitat de la legislatura mitjançant vot secret. Presideix tots els altres òrgans col·legiats del Congrés i les reunions conjuntes d'ambdues cambres de les Corts Generals.[5]

- La Mesa del Congrés, integrada pel President del Congrés, quatre Vicepresidents i quatre Secretaris escollits pel ple en funció de la importància numèrica dels diversos grups parlamentaris, la funció primordial dels quals és regir i ordenar el treball de tot el Congrés, sent l'òrgan de govern intern.[6]
  - Els quatre vicepresidents són triats simultàniament mitjançant una votació secreta. El vot consisteix que cada diputat escriu un sol nom en una paperet. Els quatre amb més vots són elegits vicepresidents. La seua funció és substituir al president del congrés en cas d'absència.
  - Els secretaris són triats mitjançant el mateix procediment i s'encarreguen de supervisar i autoritzar, amb el vist-i-plau del President, les actes de les sessions plenàries, de la Mesa, de la Junta de Portaveus i els certificats. Assisteixen al President durant les sessions i durant els treballs de la cambra.[6]

- La Junta de Portaveus, integrada pel President i el Portaveu de cadascun dels Grups Parlamentaris,[6] més un membre del Govern i un altre de la Mesa del Congrés, i el personal tècnic necessari. La seva funció primordial és fixar l'ordre del dia de les sessions del Ple.[7]

- Les Comissions, compostes per un nombre proporcional de diputats en funció de la importància numèrica dels diversos grups parlamentaris, i que poden ser de dos tipus: Permanents i No permanents. En el cas de les Comissions permanents, el ple del Congrés pot conferir-los competència legislativa plena amb relació a un assumpte, amb la qual cosa podran aprovar o rebutjar definitivament el projecte de Llei en qüestió;[7] les Comissions no permanents són aquelles creades amb un propòsit específic i que la seva temàtica i durada estan fixades per endavant pel ple del Congrés. Existeixen a més les comissions mixtes, que són comissions permanents formades per diputats i senadors.[8]

- El Ple del Congrés, compost pel conjunt de tots els membres de la cambra. Es considera vàlidament constituït quan estan presents la mitat més un dels seus membres. Funciona a través de les sessions plenàries que poden ser de dos tipus, ordinàries i extraordinàries. Les primeres compten amb un calendari prefixat. El Ple del Congrés serà convocat pel seu President, per iniciativa pròpia o a sol·licitud, almenys, de dos Grups Parlamentaris o d'una quinta part dels membres de la cambra.

- La Diputació Permanent, composta per un nombre proporcional de diputats en funció de la importància numèrica dels diversos Grups Parlamentaris. Ha d'estar composta com a mínim per 21 membres (article 78 de la Constitució). És l'òrgan que vetlla pels poders de la cambra entre períodes de sessions o quan el seu mandat ha acabat per expiració o dissolució, sent presidida pel president del Congrés. Actua en l'estat d'alarma, excepció i setge segons marca l'art. 116 de la Constitució.[9]

- Els Grups Parlamentaris

- La Secretaria General s'encarrega d'assistir i assessorar jurídicament als òrgans de la cambra. S'estructura en:[9]
  - Secretari General: És el lletrat major o secretari general i s'encarrega de ser el cap de tots els serveis administratius de la cambra, de dotar de seguretat a la cambra i dirigeix la Secretaria General. És nomenat per la Mesa entre els lletrats de les Corts Generals amb més de cinc anys de servei efectiu. En depenen d'ell la Direcció de Relacions Parlamentàries i Protocol, l'Assessoria Jurídica i el Departament de Premsa.[9]
  - Secretari General Adjunt per a Assumptes Parlamentaris: Substitueix al secretari general en cas de vacant, absència o malaltia. Coordina els serveis administratius que corresponen a les Direccions d'Assistència Tècnica parlamentparia, Comissions i Estudis i Documentació més els que el Secretari General li assigne. En depèn d'ell el Departament de Publicacions Oficials.
  - Secretari General Adjunt per a Assumptes Administratius: Substitueix al secretari general en cas de vacant, absència o malaltia. Coordina els serveis administratius que corresponen a les Direccions d'Assumptes Econòmics, Govern Interior i Informàtica més els assignats pel Secretari General.
  - Direccions.
  - Departaments.
  - Serveis.[9]

## Funcions de la cambra

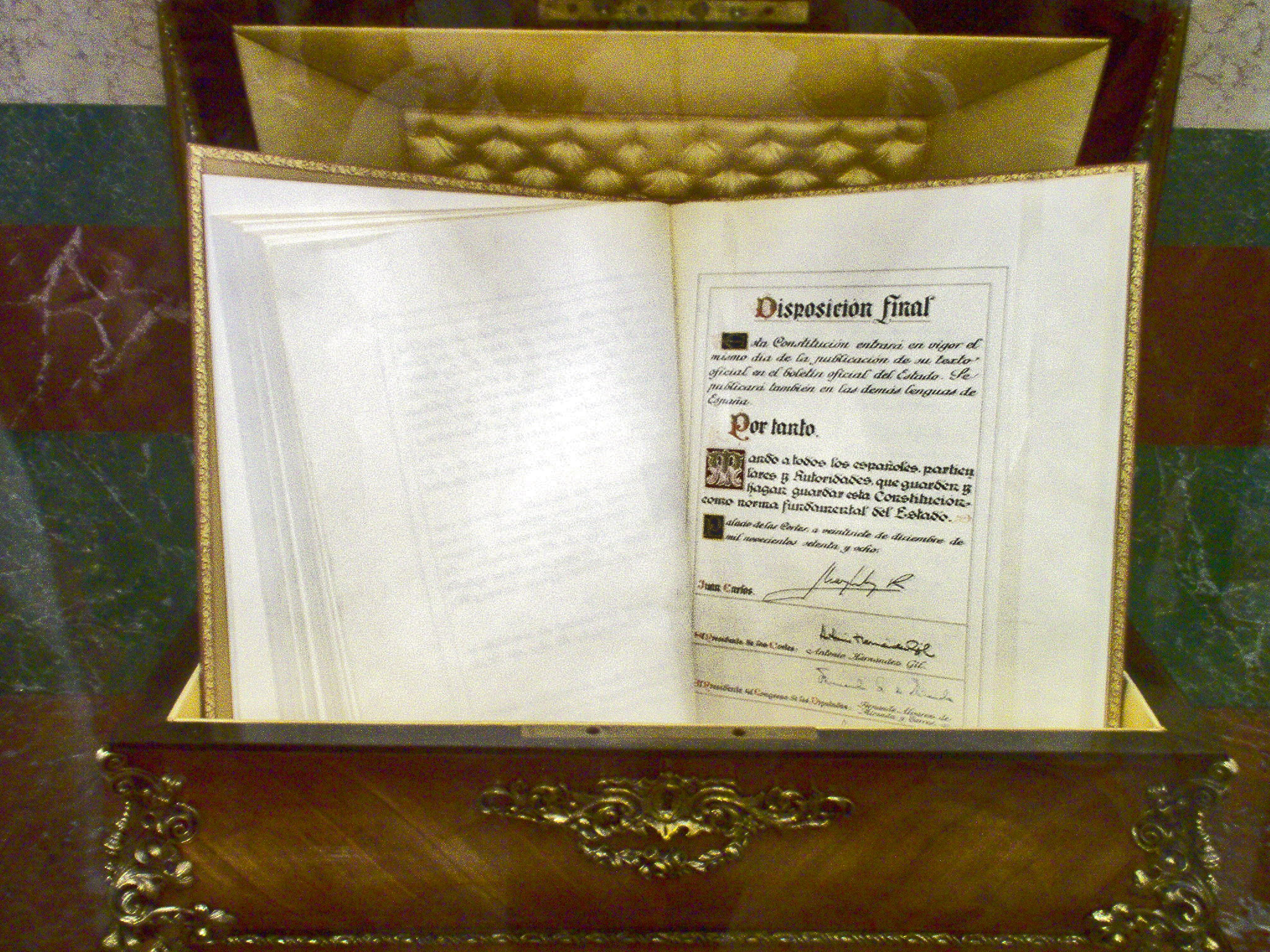
Exemplar de la Constitució Espanyola de 1978 conservat al Congrés

El Congrés dels Diputats té atribuït per la Constitució Espanyola de 1978 l'exercici d'unes funcions determinades, que poden tenir un caràcter concorrent, diriment o exclusiu: 
- Exerceix en concurrència amb el Senat espanyol la representació del poble espanyol, la potestat legislativa, la funció pressupostària i el control de l'acció del Govern d'Espanya.

- Exerceix amb caràcter diriment la potestat legislativa, en els casos que el Senat introdueixi esmenes o oposi el seu veto a qualsevol projecte o proposició de Llei, devent en aquests casos reafirmar el projecte inicial a fi que pugui ser enviat al Rei d'Espanya per a la seva sanció, podent fer-ho per majoria absoluta després de la seva reexpedició pel Senat o per majoria simple dos mesos després d'aquesta reexpedició.

- Exerceix amb exclusivitat les funcions d'atorgament i retirada de confiança en el Govern, de proposta al Rei del nomenament de 4 Magistrats del Tribunal Constitucional i de proposta al Rei del nomenament de 6 Vocals del Consell General del Poder Judicial.

### Funció política
El Congrés dels Diputats tria el President del Govern, a proposta del Rei, en primera votació per majoria absoluta i transcorregudes quaranta-vuit hores per majoria simple.
També controla l'acció del Govern mitjançant interpel·lacions i preguntes, que qualsevol dels seus membres pot plantejar al Govern i que poden donar origen a una moció en la qual la cambra manifesti la seva posició, així com adoptant una moció de censura o rebutjant una qüestió de confiança que li pugui plantejar el Govern, que en ambdós casos es veurà obligat a dimitir si la cambra vota desfavorablement.
- Les interpel·lacions i preguntes, que són realitzades als membres del Govern, en Ple o en Comissió; les proposicions no de llei, les mocions i les resolucions que, de ser aprovades, obliguen el Govern.

- La moció de censura és aquella que pot plantejar una desena part dels Diputats i que en cas de ser aprovada suposa la retirada de la confiança de la cambra en el Govern. La moció ha d'incloure el nom d'un candidat a la Presidència del Govern, i en cas de ser adoptada, el que únicament pot tenir lloc pel vot favorable de la majoria absoluta de la cambra, aquell s'entendrà investit i el Rei procedirà a nomenar-lo President.

- La qüestió de confiança és la que el President del Govern sotmet al Ple del Congrés per a comprovar el suport que li oferix la cambra davant una iniciativa o una qüestió de política general. Sigui el resultat que sigui la presidència del Congrés comunicarà al Rei el resultat però de ser-hi negatiu no comporta necessàriament la dimissió del Govern.

### Funció legislativa

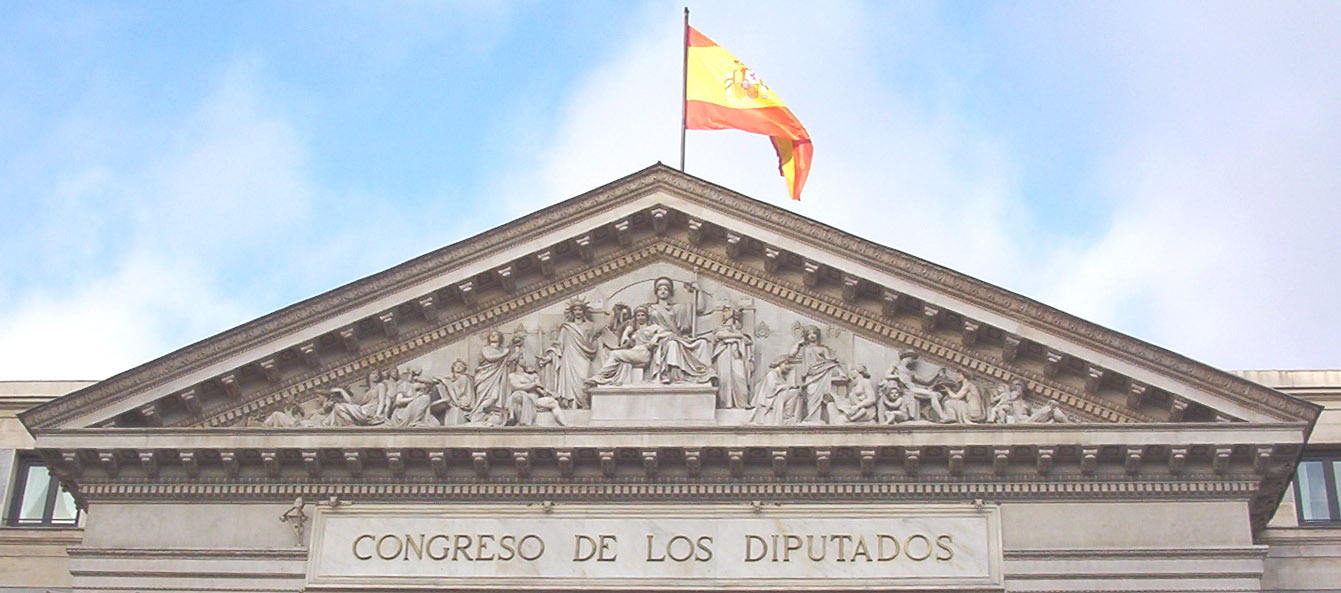
Frontó de la façana principal del Congrés

El Congrés dels Diputats té la iniciativa legislativa, juntament amb el Senat i amb el Govern, i a més pot rebre proposicions de Llei remeses per les Assemblees Legislatives de les Comunitats Autònomes o per 500.000 ciutadans majors d'edat.
El Congrés tramita "projectes de Llei", és a dir, iniciatives remeses pel govern, així com "proposicions de Llei", o sigui, iniciatives remeses pel Senat o originades al mateix Congrés. En tots els casos pot introduir esmenes en els respectius textos.
Així mateix, el Congrés ratifica o rebutja les esmenes introduïdes en els projectes i proposicions de Llei i accepta o aixeca el veto oposat pel Senat, en ambdós casos immediatament per majoria absoluta o transcorreguts dos mesos per majoria simple. No obstant això l'aprovació de projectes i proposicions de Llei Orgànica requereix sempre el vot favorable de la majoria absoluta del Congrés dels Diputats.

## Composició actual del Congrés
| | PP  | PSOE | Vox | Sumar | ERC | JxCat | EH Bildu | PNB | BNG | CC | UPN  | Cs  | PDeCAT | MP     | CUP | NC      | PRC | TE | Total |
| --- | --- | ---- | --- | ----- | --- | ----- | -------- | --- | --- | -- | ---- | --- | ------ | ------ | --- | ------- | --- | -- | ----- |
| XV Legislatura | 137 | 121  | 33  | 31*   | 7   | 7     | 6        | 5   | 1   | 1  | 1    | 0   | 0      | -      | 0   | 0       | 0   | 0  | 350   |
| XIV Legislatura | 89  | 120  | 52  | 35**  | 13  | 4     | 5        | 6   | 1   | 1  | 2*** | 10  | 4****  | 3***** | 2   | 1****** | 1   | 1  | 350   |
| Diferència | +48 | +1   | -19 | -4    | -6  | +3    | +1       | -1  | =   | =  | -1   | -10 | -4     | -      | -2  | -1      | -1  | -1 |       |
| La majoria absoluta són 176 escons * La plataforma Sumar agrupa 10 diputats de Moviment Sumar, 5 de Podem, 5 d'IU, 5 de Catalunya en Comú, 2 de Compromís, 2 de Més País, 1 de Més per Mallorca i 1 de Chunta Aragonesista) ** Correspon al grup confederal d'Unides Podem (26 diputats d'Unides Podem, 7 d'En Comú Podem i 2 de Galícia en Común) *** A les Eleccions generals espanyoles de novembre de 2019 va concórrer sota la coalició de Navarra Suma amb el PP i Ciutadans **** Coalició de Més País i Compromís, partits que a les Eleccions generals espanyoles de 2023 van concórrer amb Sumar ***** A les Eleccions generals espanyoles de novembre de 2019 va concórrer amb JxCat ****** A les Eleccions generals espanyoles de novembre de 2019 va concórrer amb CC |     |      |     |       |     |       |          |     |     |    |      |     |        |        |     |         |     |    |       |